# Галстян Овік Саргісович
Овік Саргісович Галстян (нар. 7 вересня 1976, Ленінакан, Вірменська РСР) — радянський та український футболіст вірменського походження, виступав на позиції нападника. Адміністратор миколаївського «Суднобудівника».

## Життєпис
Футболом розпочав займатися в ДЮСШ (Ленінакан). Перший тренер — Ф. Адамян. У 1990 році з сім'єю переїхав до Миколаєва, де продовжив навчання в СДЮШОР «Торпедо».
Першою дорослою командою для Овіка став «Евіс». У головній команді міста Галстян дебютував 17 квітня 1994 року в грі з клубом «Карпати» (Мукачево) — 2:0. Починаючи з сезону 1993/94 років виходив в основному на заміну, зіграв у 8 матчах. Команда за підсумками турніру виборола право виступати у вищій лізі чемпіонату України. Дебют Галстян у вищій лізі відбувся 19 серпня 1994 року в матчі з донецьким «Шахтарем» — 1:6. У тому сезоні Овік разом з Андрієм Берегуля були наймолодшими гравцями в складі «корабелів». За шість років, проведених у команді, Галстяну так і не вдалося стати повноцінним гравцем основного складу. З 89 зіграних матчів лише 13 нападник провів на полі з першої до останньої хвилини. У 1999 році після конфлікту з тренерським штабом миколаївців йде з команди.
Кар'єру продовжив у першоліговому «Торпедо» (Запоріжжя). У першому колі чемпіонату відзначається 11 голами в 15 матчах, що виводить його до числа найкращих бомбардирів першої ліги. Але успіх Овіка був не довгим. Запорізька команда розформовується. Галстян залишається без клубу.
Деякий час самостійно тренувався в Миколаєві. У лютому відправився в Росію в Смоленськ, близько місяця попрацював з «Кристалом», з командою пройшов збори в Хорватії, але напередодні підписанням контракту отримав запрошення грати недалеко від рідного міста — в Одесі.
«Чорноморець», на той час — аутсайдер вищої української ліги, все друге коло боровся за виживання. Галстян в семи матчах виходив на заміну, вразивши ворота суперників лише одного разу. Його гол кіровоградській «Зірці» приніс перемогу «морякам» — 1:0. Ще вісім матчів зіграв Овік за фарм-клуб одеситів у першій лізі, а й тут відзначився 1 голом. В результаті з 12 голами в списку бомбардирів першої ліги Галстян зайняв лише шосте місце.
Після завершення чемпіонату Галстян покинув Одесу. Три сезони грав у вищому дивізіоні Молдови за «Агро». У цей період в молдовській команді виступав також знайомий по «Миколаєву» Андрій Берегуля.
Після повернення в Україну, грав за аматорські клуби Миколаївської області. У складі «Водника» — бронзовий призер аматорського чемпіонату України 2002 року. У складі «Торпедо» — срібний (2008, 2009) та бронзовий (2011) призер аматорського чемпіонату, фіналіст (2007) аматорського Кубка України, чемпіон (2005, 2006, 2008, 2010, 2011, 2013) і володар Кубка області (2011, 2012). Після річної паузи (у 2015 році) перейшов у миколаївський «Суднобудівник», де став граючим адміністратором команди. Наступного року завершив ігрову кар'єру в миколаївському колективі (проте алишився й надалі на адміністраторській посаді). Кар'єру гравця завершив у клубі «Аграрник» (Широколанівка).